# Pigerne fra Berlin
Pigerne fra Berlin (tysk originaltitel: Ku'damm 56 (sæson 1), Ku'damm 59 (sæson 2), Ku'damm 63 (sæson 3)) er en tysk miniserie produceret for ZDF.
I seriens første sæson portrætteres over nogle måneder livet for tre giftemodne kvinder samt deres mor i det stadigt konservative Vesttyskland i 1956. I hovedrollen er Monika Schöllack (Sonja Gerhardt), der forventes at blive en god husmor, men hellere vil være fri til at danse rock and roll.
Anden sæson blev udsendt i Tyskland i marts 2018.
En tredje sæson i tre dele Ku'damm 63 udspiller sig i 1963.

## Plot

### Første sæson
I 1956 er Caterina Schöllack (Claudia Michelsen) leder af danseskolen Galant, der ligger på Kurfürstendamm i Berlin. Hendes ældste datter Helga Schöllack (Maria Ehrich) skal giftes med den nyuddannede advokat Wolfgang von Boost (August Wittgenstein), mens datteren Eva Schöllack (Emilia Schüle) er sygeplejerske og prøver på at blive gift med sin meget ældre kollega Jürgen Fassbender (Heino Ferch). Den tredje datter Monika er imidlertid netop blevet smidt ud af sin husholdningsskole og må flytte tilbage til Kurfürstendamm.
I løbet af sæsonen bliver konflikterne større. Wolfgang viser sig efter brylluppet at være homoseksuel, Eva forelsker sig i den østtyske fodboldspiller Rudi Hauer (Steve Windolf), og Monika bliver voldtaget af Joachim Frank (Sabin Tambrea) samt indleder et løst forhold til sin dansepartner Freddy Donath (Trystan Pütter), der gør hende gravid. Alt imens må Caterina kæmpe med sit hemmelig forhold til medarbejderen Fritz Assmann (Uwe Ochsenknecht), samt afsløringen at hendes mand Gerd Schöllack (Robert Schupp) overlevede Østfronten og er blevet overbevist kommunist i Østberlin.
I sidste afsnit affinder Helga sig med sin mand, Eva forlover sig med Fassbender, og Caterina forlades af Assmann. Afsnittet slutter med, at Monika muntert går hen ad Kurfürstendamm, da hun og Freddy skal til mesterskaberne i rock'n'roll i Köln.

### Anden sæson
Seerne møder karaktererne igen tre år senere i 1959. Monika og Freddy danser og spiller musik og har nu en lille datter. Anden sæson fokuserer angiveligt mere på kvindefrigørelse.